# DRDO pametno protivaerodromsko oružje (SAAW)
DRDO pametno protivaerodromsko oružje (SAAW) je precizno vođeno oružje dugog dometa koje je razvila Indijska organizacija za istraživanje i razvoj odbrane (DRDO). Dizajniran je da bude sposoban da gađa zemaljske ciljeve sa visokom preciznošću do dometa od 100 km (62 mi).
Projekat SAAW odobrila je Vlada Indije 2013. Prvo uspešno testiranje oružja obavljeno je u maju 2016. Još jedno uspešno testiranje sprovedeno je u novembru sledeće godine. Nakon toga usledila je serija od tri uspešna testa u decembru 2017.
U periodu od 16. do 18. avgusta 2018. godine obavljena su tri uspešna testiranja, čime je ukupan broj testiranja porastao na osam.
U septembru 2020. godine, SAAW je odobren za nabavku od strane indijske vlade za mornaricu i vazduhoplovstvo. 

## Opis
SAAW je razvijen od strane Istraživačkog centra Imarat (RCI) i drugih DRDO laboratorija u saradnji sa indijskim vazduhoplovstvom. To je lagana, vođena bomba visoke preciznosti dizajnirana za uništavanje zemaljskih ciljeva, kao što su piste, bunkeri, hangari za avione i druge ojačane strukture. Teži ove bombe je oko 125 kg (276 lb), ima sposobnost duboke penetracije i nosi visokoeksplozivnu bojevu glavu i ima domet od 100 km (62 mi), što omogućava korisnicima da pogađaju ciljeve, kao što su neprijateljski aerodromi, na bezbednoj udaljenosti bez dovođenja pilota i letelica u opasnost. To je prvo indijsko potpuno autohtono protivaerodromsko oružje, koje je dizajnirao i razvio u potpunosti DRDO.
Prema rečima šefa DRDO S. Kristofera, za razliku od normalnih bombi u indijskom inventaru koje su osetljive na uslove okoline i zbog toga ne mogu precizno pogoditi predviđeni cilj, precizno vođeni SAAW ima veću preciznost i može precizno pogoditi nameravanu metu.  Prema njegovim rečima, „Ovo je neka vrsta vođene bombe i biće mnogo jeftinija od projektila ili rakete, jer nema pogon, već koristi pogon aviona. idi i sleti na mesto koje želimo“.
SAAW trenutno može da se lansira iz aviona Jaguar i Su-30 MKI. Su-30MKI je sposoban da nosi 20-32 SAAW bombi koristeći autohtoni četvorokružni Smart Quad Rack sistem ispod trupa aviona, dok Jaguar avion je sposoban da nosi šest takvih oružja. Postoje planovi da se oružje integriše i na avionima Dassault Rafal i HAL Tejas MK1A, kada ovo oružje bude primljeno u indijsko vazduhoplovstvo.

## Razvoj i ispitivanja
U septembru 2013. indijska vlada je sankcionisala projekat SAAW za 56,58 miliona ₹ (7,1 miliona američkih dolara).  Projekat se pominje u pisanoj belešci koju je Ministarstvo odbrane (MO) dostavilo Stalnom komitetu za odbranu, u izveštaju o 'Zahtevima za grantove' koji će biti dostavljen Fabrikama ubojnih sredstava 2014–15. Odbor i DRDO. Takođe je naveden na listi aktuelnih programa Centra za istraživanje i razvoj misije i borbenih sistema (MCSRDC) kompanije Hindustan Aeronautics Limited (HAL). 
Ispitivanja funkcionisanja krila oružja uspešno su sprovedena krajem 2015. godine u objektu Rail Track Rocket Sled (RTRS) koji se nalazi u Laboratoriji za istraživanje balistike terminala (TBRL), Ramgarh, Harijana. 
Prema planovima, oružje je trebalo da bude testirano do početka maja 2016. godine u Džajsalmeru. Međutim, zbog tehničkih razloga, test je morao biti prekinut dva puta.  Oružje je konačno testirano krajem prve nedelje maja 2016. godine od strane Ustanove za ispitivanje aviona i sistema (ASTE) IAF-a sa aviona Jaguar DARIN II u Bengaluru i test je bio uspešan. 
Drugi test oružja uspešno je sproveden 24. decembra 2016. od strane DRDO iz aviona Su-30 MKI na Integrisanom poligonu za testiranje (ITR) u Čandipuru, Odiša. To je uključivalo testove leta koji su praćeni radarskim i telemetrijskim zemaljskim stanicama na ITR-u tokom celog leta. 
Dana 3. novembra 2017, serija od tri testa uspešno je sprovedena iz aviona indijskih vazduhoplovnih snaga u ITR u Čandipuru, Odiša.  Bomba je, po oslobađanju iz aviona, bila vođena ugrađenim preciznim navigacionim sistemom i sa velikom preciznošću je dostigla ciljeve na dometu većem od 70 kilometara.    Prema saopštenju MO, testovi su sprovedeni u različitim uslovima.  U saopštenju se takođe navodi da je šef DRDO S. Kristofer rekao da će oružje uskoro biti uvedeno u upotrebu. 
Dana 19. avgusta 2018. Ministarstvo odbrane je u saopštenju za javnost objavilo da su ukupno tri testa uspešno obavljena iz aviona Jaguar između 16. i 18. avgusta 2018. na poligonu Chandan u Pokhranu, Radžastan, čime je ukupan broj testova porastao na osam.  Tokom testiranja SAAW je uništio predviđene ciljeve sa velikom preciznošću. U saopštenju za štampu se dalje navodi da su svi ciljevi misije ostvareni, uz ocenu da su testovima prisustvovali visoki zvaničnici DRDO, HAL-a i IAF-a. 
Indija je 21. januara 2021. uspešno ispalila SAAW iz aviona Havk-I kod obale Odiše.  Dana 28. oktobra 2021, IAF je testirao SAAW na poligonu Pokhran gde je za to testiranje korišćen avion Su-30 MKI. 
DRDO i IAF su 3. novembra 2021. testirali SAAW sa elektrooptičkim tragačem, prvim u svojoj klasi u Indiji. 

## Proizvodnja
Ministar odbrane Radžnat Sing je 15. decembra 2021. predao SAAW šefu IAF-a Viveku Ramu Čaudhariju da započne masovnu proizvodnju ovog oružja. 

## Budući razvoj
Predsedavajući DRDO dr. G. Satheesh Reddi je otkrio da će sledeća verzija SAAW-a biti opremljena IIR tragačem i da će započeti razvojna ispitivanja već 2022. 